# Kaljazin
Kaljazin (rusky Калязин) je město v Tverské oblasti v Rusku. Je administrativním centrem Kaljazinského rajónu. Leží na břehu Ugličské přehrady na řece Volze. V roce 2013 zde žilo 13 630 obyvatel.

## Historie
První osídlení u ústí Žabni je známo z 12. století jako Nikola na Žabně. V roce 1134 zde Jurij Dolgorukij nechal zřídit pevnost známou pod jménem Skňatin. V té době tu na už výspě mezi Volhou a Žabní stál Nikolský klášter, o němž je zaznamenáno, že byl roku 1238 rozbořen mongolskými nájezdníky a to se po jeho obnově po sto letech zopakovalo.

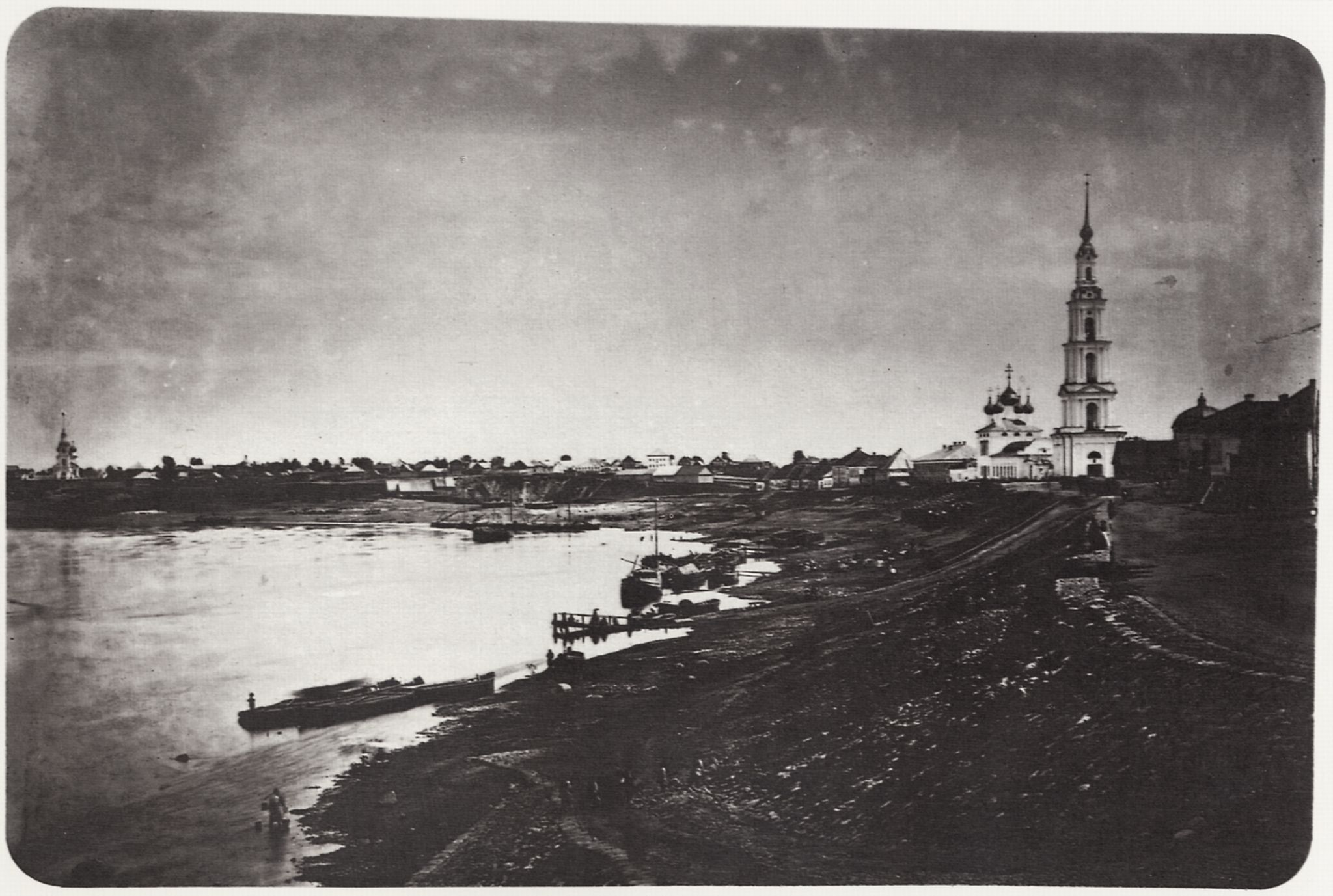
Kaljazinský přístav na Volze a klášter v roce 1867

V 15. století věnoval bojar Koljaga svou veškerou půdu místnímu klášteru, kterému se na jeho počest začalo říkat Koljazin. Klášter navíc získal koncem onoho století od tverského velkoknížete rozsáhlé svobody, které využil k výstavbě, jež se později stala centrem města Kaljazinu. Roku 1609 se stal klášter sídlem Michaila Vasiljeviče Skopina-Šujského, který odtud vedl protipolský odboj, a za to o rok později polská vojska klášter vyplenila.
Kaljazin získal poprvé městská práva v 18. století a v té době vznikl i první regulační plán, ale pak o práva přišel a natrvalo mu patří od roku 1803. Koncem 19. století proběhla ve městě rozsáhlá výstavba: byla postavena nábřeží, byl založen městský park. Po bolševické revoluci byl ve městě zřízen místní sovět v lednu 1918, ale již v květnu toho roku zde vypuklo protibolševické povstání. Při jeho potlačení prováděly přivolané Rudé gardy a čekisté masové popravy a následně proběhla hromadná zatýkání a tím byli ve městě zlikvidováni téměř všichni mniši. Další rána na město udeřila roku 1930, kdy v důsledku výstavby Ugličské přehrady byla zatopena nejstarší část města, 60 % tehdejší zástavby. Klášter byl zdemolován až na zvonici, která dnes stojí na ostrově.